# یخ‌شکن ژاپنی شیراسه (ای‌جی‌بی-۵۰۰۲)
یخ‌شکن ژاپنی شیراسه (ای‌جی‌بی-۵۰۰۲) (به انگلیسی: Japanese icebreaker Shirase (AGB-5002)) یک کشتی است که طول آن ۱۳۴ متر (۴۳۹ فوت ۸ اینچ) می‌باشد. این کشتی  در سال ۱۹۸۱ ساخته شد.